# Porches
Porches es una freguesia situada en el municipio de Lagoa, región del Algarve, en Portugal. Según el censo de 2021, tiene una población de 2250 habitantes.
Formó parte del municipio de Silves hasta la creación del municipio de Lagoa. Fue elevada a la categoría de villa el 12 de julio de 2001.
En la freguesia se encuentran la Ermita y la Playa de Nuestra Señora de la Roca, así como el famoso Pozo Santo.

## Historia
Extendida sobre una colina, en el borde de la carretera longitudinal más antigua del Algarve, se encuentra esta pequeña villa. En el territorio en el que actualmente se ubica la freguesia existen vestigios de una continua ocupación humana que se remonta al Neolítico.

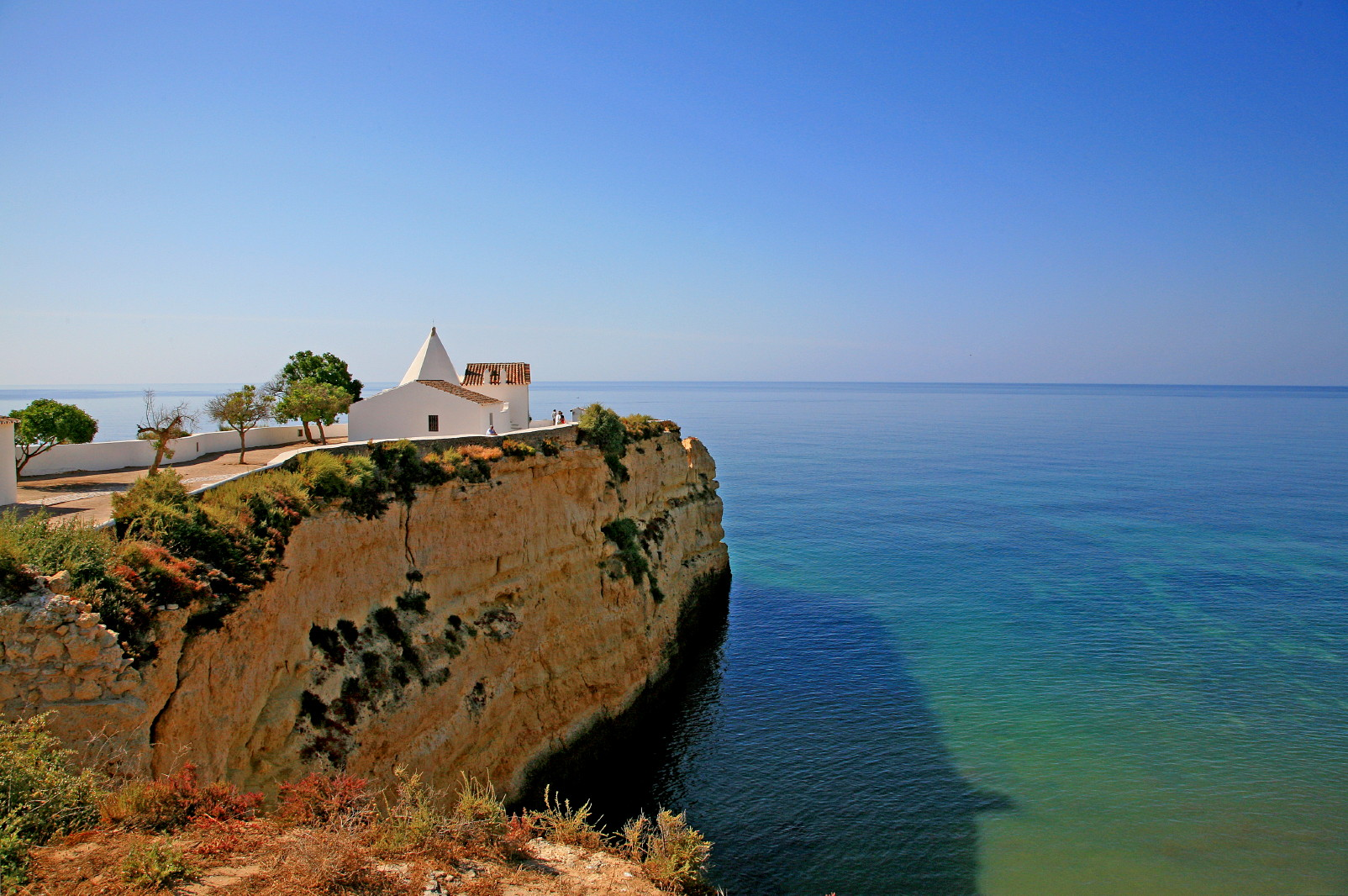
Ermita de Nuestra Señora de la Roca

Según fuentes históricas, la actual villa de Porches tuvo su origen a mediados del siglo XVI, habiendo sido construida por la población, procedente de una antigua ciudad llamada Porches Velho (en el lugar de la freguesia más próximo a la costa). Porches Velho habría sido ocupado por los romanos y en 1253 ya se consideraba una villa, era cabecera de un juzgado y tenía un fuerte castillo medieval.
La región de Porches era famosa e importante. Era una tierra conocida por su famoso vino y una tierra de barro, alfareros y grandes maestros, que aún continúan moldeando la arcilla, manteniendo vivo este arte centenario.
Porches se ha convertido en un importante centro turístico, apareciendo en varias rutas turísticas de la región.
Fue principalmente a partir de la década de 1980 cuando la localidad se expandió y desarrolló de manera notoria. A ello contribuyeron la infraestructura creada, la correcta ocupación del suelo y del entorno natural, magníficas playas y una naturaleza exuberante.

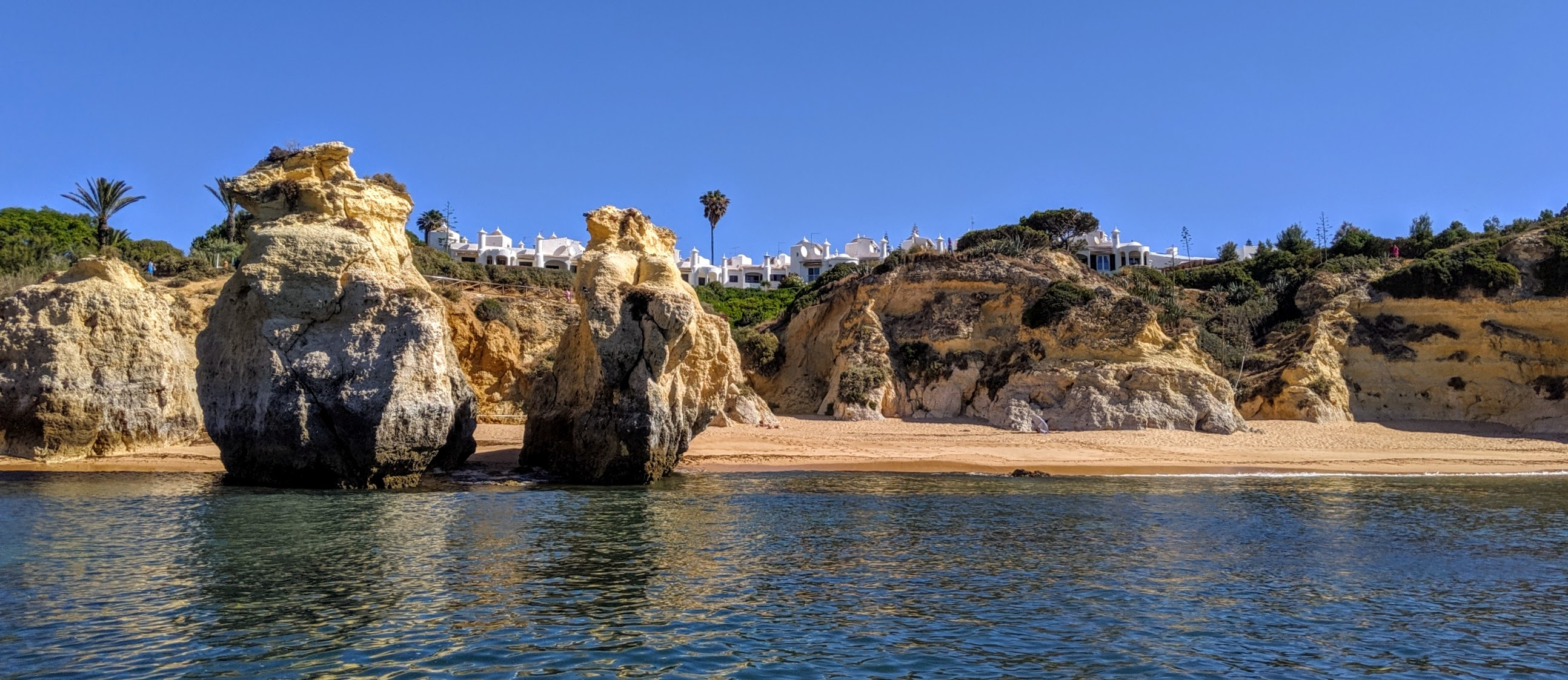
Playa de los Besitos